# 日韓通貨スワップ協定
日韓通貨スワップ協定（にっかんつうかスワップきょうてい）とは、日本の日本銀行と大韓民国の中央銀行である韓国銀行の間で締結されていた通貨スワップ協定、および日本の財務省と韓国銀行との間の通貨スワップ協定（交換）の総称。日本円と韓国ウォンの一定額を、あらかじめ決定した為替レートで通貨交換する協定である。

## 概要
欧州情勢など世界経済が不安定な中、日韓両国が金融市場の安定のために日韓における金融協力の強化の観点から行うものであり、これによって金融市場の安定が図られるとされるが、2015年の少女像移転問題以降は、財務大臣である麻生太郎が「約束した話が守られないのなら貸した金も返ってくる可能性もない」と語るなど、交渉再開自体が困難となった。

### 日韓通貨スワップ協定
日本銀行と韓国銀行（中央銀行）が結んでいる円と韓国通貨ウォンを相互に融通し合う通貨スワップ協定。2005年締結。
2008年12月、リーマン・ショックにより韓国で外貨流動性問題（韓国通貨危機）が浮上したため、引出限度額を30億ドル相当から200億ドル相当に増額。
2010年4月末、為替市場が安定化したとして増額措置を終了、30億ドルとする。
2010年6月、日韓通貨スワップ協定の期限を3年延長し、期限を2013年7月までとする。
2011年10月、欧州金融市場の不安定化の影響で韓国通貨ウォンの為替相場が下がっていることに対応するため、引出限度額を30億ドル相当から700億ドル相当に増額。2012年10月末までの時限措置。2012年10月、時限措置終了。引出限度額を700億ドル相当から30億ドル相当に戻す。2013年7月3日、日韓通貨スワップ協定満期終了。
2023年12月1日、日本国財務大臣の代理人たる日本銀行と韓国銀行は、2023年6月29日に開催された第8回日韓財務対話の合意に基づき、第３次二国間通貨スワップ取極を締結しました。本取極は、日本及び韓国の当局が、相互に自国通貨と米ドルを交換することを可能とするものです。交換上限額は100億米ドルです。

### チェンマイ・イニシアティブ
チェンマイ・イニシアティブの下での財務省（外為特会）と韓国銀行間の通貨スワップ協定。
2001年7月4日、上限20億ドルのドル・ウォン間の一方向スワップ取極（日本から韓国へドルを供与）を締結。
2006年2月24日、それまでの取極にかえて、日本は100億ドル、韓国は50億ドルの双方向スワップ取極を締結。期限を2015年2月までとする。
2015年2月16日、ウォール・ストリート・ジャーナルの電話取材に対し、韓国企画財政省のソン・インチャン国際金融局長は「可能であれば通貨スワップ枠を維持することが望ましい」と述べたが、日韓両政府は「日韓スワップ協定を延長せず、予定通り2月23日で終了する」と発表。これにより、チェンマイ・イニシアチブ下の100億ドルの融資枠が延長されない事となった。
2015年2月23日、チェンマイ・イニシアティブ下の日韓通貨スワップ協定満期終了。

### ドル・自国通貨スワップ協定
2011年10月、財務省（外国為替資金特別会計）と韓国銀行間で新たに締結された米ドル・自国通貨の通貨スワップ協定。限度額300億ドル、2012年10月末までの時限措置。ドル・自国通貨となっているが、実質米ドル・韓国ウォンの通貨スワップ協定。国際通貨基金（IMF）の関与はない。2012年10月31日をもって終了。

## メリットとデメリット
1997年アジア通貨危機の際、韓国ウォンは急落し、1ドルが1000ウォン前後だったレートが一時2000ウォン近くに達した。これは、韓国にとって対外債務が2倍になることを意味した。以前は1ドルの対外債務に対して1000ウォンを支払えばよかったのが、ウォン下落で2000ウォンを必要とするようになるからである。韓国は急膨張した対外債務の返済に窮し、デフォルトを回避するため、IMFの管理下に入ることを余儀なくされた。日韓通貨スワップ協定は、このような事態の再発への防衛策である。

### 日本側

アジア通貨危機の際のウォン暴落

- メリット

2011年の財務省の公式発表では、日韓における金融協力の強化が図られ、日韓両国の金融市場の安定とさらなる成長に繋がるとされている。
しかしながら、片山さつき総務大臣政務官は「『日韓双方に利益があるなら』なんて、とんでもない。日韓通貨スワップの実質は、日本による韓国への信用補強です」と否定している。
協定上は、日本からも要請をすれば韓国との間で通貨交換を実施することも可能となっているが、米ドル資金については、日米通貨スワップ協定が期限・金額無制限で実施されており、その限りにおいては日本から韓国への要請を行う必要はなく、その点においては日本においてのメリットは無い。
- デメリット

また日韓間の貿易の大半は「円建て」で行われていることから、韓国ウォン為替レートの不安定化が、日本企業に与える直接的な影響は、あくまで限定的である（債務不履行のリスクはあるが、これは当初からのものである）。
デメリットは、韓国政府の介入政策の如何によっては、米ドル売りウォン買いの為替介入により消尽してしまう可能性があり、この場合700億ドルのスワップ資金が返済されないリスクがある。またスワップの存在により、通貨暴落のリスクが軽減されることにより、ヨーロッパの資金が韓国企業に流入しやすくなり、結果として日本企業と競合関係にある数社へのファイナンスを、日本銀行および日本国政府が保証していることになる。
つまり、実質的には日本による韓国への片務的な経済援助措置である。このことから、日本にとってはメリットがない協定であり、協定を破棄すべきであるという意見があった。
外貨が必要な韓国は2012年9月27日、中韓国交正常化20周年の記念セミナーで、中華人民共和国北京市を訪れた韓国銀行総裁の金仲秀が、中国人民銀行総裁の周小川に「人民元とウォンの通貨スワップ協定を常設化できないか」と呼びかけてもいる。(下の「中韓通貨スワップ協定」も参照)

### 韓国側
韓国は1998年以降は一貫した貿易黒字であるが2011年は外貨準備高3033億8千万ドル、決済用短期資金として236億9000万ドルに対し、対外債務は3980億ドルであり純債務国である。また、韓国の外貨準備高の発表については、1997年のIMF介入前では流動性のある外貨準備金は223億ドルであったが、介入後の調査で約30億ドルしかなかったことが明らかにされている。
現在の外貨準備の運用では、低リスクの米国債（272億ドル）など以外にも、CDOなど高リスクの積極商品が組み込まれているとされ、金融市場の動向により外貨準備が影響を受けやすいとされる。2011年10月には、クレジット・デフォルト・スワップ（CDS）韓国プレミアムの数値が2％を超え、ドル＝ウォン為替レートもウォン安の1ドル＝1200ウォンに肉薄した。2011年下半期には「ドル枯渇」や「債務返済能力の低下」が叫ばれ、政府による外貨獲得政策の一環としての「通貨スワップ協定の常設化」や「既存のスワップの拡大」がより求められた。
韓国にとってのメリットは韓国ウォンの安定や、それに伴う韓国内の物価安定と外貨建て債権の返済負担軽減などであり、急激なウォン安による対韓民間融資債権のデフォルトを防止する効果がある。また、中韓スワップ返済等の債務の返済である。
韓国にとって協定は、上記の通り信用補完となる。また、国際金融市場で交換性に乏しい大韓民国ウォンによって、国際通貨である米ドルや日本円を調達できるため、韓国経済の安定化につながりこそすれ、デメリットはない。
韓国側のデメリットとは「日本側に韓国側から頭を下げて頼むと、韓国人のプライドを守れないこと」である。2001年から2014年まで続いた日韓通貨スワップ協定が延長されなかった理由は竹島不法占拠やウィーン条約違反の大使館、領事館前の慰安婦像撤去を約束した合意を履行しないことを批判する、安倍政権との韓国人によるプライドが原因だった。
特に日本の対韓世論の変化によって、韓国に都合の良い政経分離の関係を、安倍政権は合意履行を前提だとして拒否している。日本側の要求する日韓合意に基づいた慰安婦像撤去によってスワップ締結し、ウォン価値安定による経済的恩恵を得るよりも、像の横で経済危機時に滅ぶことを選ぶとの韓国人の声がある。
韓国は再び通貨危機に陥った場合、外貨保有額が最低約1200億ドル（約12兆7000億円）不足するとの予測が出ているが、韓国大衆は日本とのスワップの必要性すら理解できず、韓国政府、韓国銀行や経済知識層さえも日本人側から「韓国がプライドを捨て、実利を得た」という声が出ることが嫌だから日本側が韓国に頼んでいるとマスコミに流していると朝鮮日報は報道している。朝鮮日報もスワップ交渉にて経済を理由に韓国が日本に屈したと思われるのを望まないと述べている。
日本側の財務大臣麻生太郎は、2017年10月に「金だけの話じゃなく、信頼関係で成り立っている。信頼関係がなくなり、難しくなってきている」と、早期の交渉再開に否定的な見解を示し、「（慰安婦問題日韓合意という）約束が守られないのなら、貸した金も返ってこない、スワップなんか守られないかもしれないという話になる」と、合意履行しない国家との交渉は話にならないと答えている。

## スワップ協定の終了
2012年に、大韓民国大統領の李明博による竹島上陸、明仁天皇への謝罪要求など、一連の言動に重く見た日本国政府は、2012年10月末の期限延長を取りやめることを検討した。
2008年の韓国通貨危機への対応として、李明博大統領の指示を受けて、駐日本国大韓民国大使館の特命全権大使として、権哲賢が日本でロビー活動を展開させ、スワップ締結に難色を示していた当時の財務大臣中川昭一に、日本の高官やOBなど協力者から説得させて、ようやくスワップ協定を成立させた話が報道されている。
2011年10月19日、財務省の発表によると、限度額が総額130億ドルから総額700億ドルへと増額が決定された。当時の為替レートでおよそ5兆5000億円。
2012年10月31日、財務省は、日韓通貨スワップの時限的な増額部分を、2012年10月31日に予定通り終了すると発表。
2013年6月24日、チェンマイ・イニシアティブの100億ドル分以外の30億ドル分の通貨スワップ協定について、期限の2013年7月3日をもって終了すると発表した。協定は、両国政府・中央銀行が緊急時に資金を交換し合うもので、国際金融市場で流通量の少ない大韓民国ウォン安定化を目的に、2001年から始まった。
協定を延長しなかったことについて、日本国政府は韓国からの要請がなかったためとしており、2013年6月21日には菅義偉官房長官は「期限を迎えるまでの間に必要があれば延長するが、韓国側があまり必要ないというのなら、日本なりに判断する」と述べた。
これは、韓国銀行（中央銀行）の金仲秀総裁が、延長が双方にとって利益になるなら、延長することができるとの見解を示したことについて意見を求められて回答したものである。また、記者団が「日本側から積極的に延長する必要はないということか」との質問に、菅官房長官は「日本はそう考えている」と述べた。
2015年2月16日、日本政府と韓国政府は「日韓スワップ協定を延長せず、予定通り2月23日で終了する」と発表。これによりチェンマイ・イニシアチブ下の100億ドルの融資枠が延長されず、2001年7月に始まり13年半の間続いた、日韓スワップ協定が終了した。同時に日韓両国の当局は、必要が生じた場合には適切に協力することにも合意している。
日韓スワップを終える理由について、財務省は「両国の金融情勢・経済情勢から判断した」と説明し、韓国企画財政部の幹部は「経済指標が良好であり、延長しなくても特別な悪影響はない」とした。一方で日本国政府関係者は「（出国禁止になっている）産経新聞前ソウル支局長の問題があり、日本政府として延長を断った」との見方を示した。韓国企画財政省のミン・キョンソル地域金融課長は、今回の決定は「外交的ないし政治的な観点ではなく、経済的・金融的な観点から」なされたものだとしている。

### 韓国の反応
スワップ協定終了を受けた韓国側の反応は、翌2月17日、韓国の中央銀行である韓国銀行総裁、李柱烈は「韓日通貨スワップ、延長の必要性は大きくない」との見解を示し、韓国の全国経済紙であるヘラルド経済は社説で、「準備は多ければ多いほど良いが、通貨スワップ協定を終えることは惜しいことはない。韓国の外貨準備高は3600億ドルあり、比較的十分なうえ、流動性も悪くないからである。問題は、今回の決定は政治的葛藤に起因しているという点である。まず、日本の偏狭さを叱らないといけない」との認識を示した。
ソウル新聞は、「一部では、日本が粘り強く要求している日本産水産物の輸入規制措置の解除についてどのような形であれ、報復を加えるだろうという見通しも出ている」と報じている。
2015年10月26日、日本の経団連と韓国の経済団体、全国経済人連合会（全経連）との定期会合が経団連会館（東京都千代田区）で開催され、その席上で全経連の許昌秀会長が「アメリカ合衆国の連邦準備制度利上げ方針などで、世界の金融は不透明になっている」として、2015年2月に終了した「日韓通貨スワップ協定の再開」を求めた。

### 日本の反応
日本側の反応は、麻生太郎金融担当大臣が、「金融も落ち着き、韓国経済もそれなりの形になってきたので必要ないということで双方で（合意した）。（韓国側から延長の）要請も特になかったので予定通りということだと思った」と説明した。
また、麻生は後に（2020年時点から6-7年前の）交渉の裏話として、日本側から「大丈夫か」と確認を取ったら韓国側から「借りてくださいと言うなら、借りることもやぶさかではない」との回答があった。金を貸す側が頭を下げるという話は聞いたことがないとして、交渉から手を引いたとの経緯を披露している。
2015年2月24日の産経新聞の報道では、日本の財務省幹部が、「慰安婦問題、二階俊博の訪韓団への対応、それに産経新聞前ソウル支局長の問題。これでスリーアウト、チェンジだ」と語ったと報じられた。

### 協定終了後の動き

#### 日本側
2016年1月15日、麻生太郎財務相が閣議後の記者会見で、「経済の状況はいろいろ変化しているので、協力することにやぶさかではない」と発言。
産経新聞系のニュースサイト「iZa」が2016年1月22日までの期間で行った「日韓通貨スワップ協定で、正式要請があれば再締結に応じる日本政府の方針について、どう思うか」の自サイト上のアンケートでは、韓国から正式要請あれば賛成が7%、正式要請あっても反対が93%であった。
2016年8月27日、ソウルで開催された第7回日本韓国財務対話において、韓国側が提案した双方同額の新しい通貨スワップ協定締結について、議論を開始することで合意した。
しかし、2016年（平成28年）12月30日に、釜山広域市の在釜山大韓民国日本国総領事館前に、市民団体が慰安婦像の設置を強行したことから、慰安婦問題日韓合意違反と見做し、2017年（平成29年）1月6日（金曜日）に、韓国への抗議措置として「日韓通貨スワップ協定に関する協議の無期限中断」を日本国政府が発表した。

#### 韓国側
2015年10月26日、東京で開催された、経団連と韓国の全国経済人連合会（全経連）との「第25回日韓財界会議」の中で、全経連のホ会長が「日韓両国間の関係改善策の1つとして、2015年2月に終了した『日韓通貨スワップ協定』の再開を検討すべきだ」との発言をしたと韓国メディアが報道。
韓国のユ・イルホ経済副首相兼企画財政相が、就任前の2016年1月11日に国会で開かれた人事聴聞会で、「日本との通貨スワップ再開など通貨スワップの拡大を検討できる」との認識を示したが、1月14日に、「1月11日の発言は原則論であり、現在日本と通貨スワップ協定を結ぶ必要はない」としている。
2016年1月、延世大学のキム・ジョンシク教授は、「海外への資本流出が問題化すれば韓国は通貨スワップの拡大が必要と感じるようになるかもしれないが、その場合でも、優先順位は米国との調整であり、日本ではない」と指摘している。
2016年6月27日、韓国経済新聞社はイギリスのEU離脱で韓国からの外貨の急激な流出が懸念され、米韓・日韓通貨スワップ協定締結に関心が集まっているとした上で、専門家の間では他国との通貨スワップ協定を増やすべきだという主張が出ていると報じている。記事中、キム・ジョンシク延世大学教授の「通貨スワップは為替市場に心理的な安定感を与えるため、過去に中断されたものをまた推進するべき」との談話を紹介している。一方、ユ・イルホ副首相兼企画財政部長官は「国際協調はするが（2国間通貨スワップは）もう少し考えて決めることになるだろう」と述べている。
2016年8月27日、ソウル特別市で開催された第7回日本韓国財務対話において、麻生太郎財務大臣と柳一鎬（ユ・イルホ）企画財政部長官が意見交換を行なった際、韓国側から双方同額の新しい通貨スワップ協定締結を提案した。
2018年2月20日、韓国銀行の李柱烈（イ・ヂュヨル）総裁が韓・スイス間の通貨スワップ協定契約署名式のために訪れていたスイスのチューリッヒで「6大基軸通貨国の中では日本が関心事」と語ったほか、同年5月に開催されたASEAN+3の場でも、通貨スワップ協定再開に向けて意欲を見せている。
2018年6月4日、韓国の経済団体「全国経済人連合会（全経連）」が、日韓議員連盟所属議員の二階俊博幹事長、竹下亘総務会長らを表敬訪問し、通貨スワップ協定の再開を要請した。
2019年3月、キム・ジョンシク延世大学校経済学部教授が「景気がハードランディングしたり中国発の通貨危機が近づく場合に対応し、日本との通貨スワップを拡大することも検討する必要がある」と主張した。
2019年9月12日、殷成洙（ウン・ソンス）金融委員長（当時）が日韓スワップ協定の再開を希望する意思を明らかにした。
2020年3月27日、丁世均(チョン・セギュン)首相（当時）は「日本との通貨スワップも行うのが正しいと考える」と語った。
2020年8月、建国大学経済学科の崔培根（チェ・ベグン）教授は、「結ぶ必要はない」「日本のほうが残念に思う状況で、韓国にとっては全く惜しくない」と主張した。通貨スワップを急がない理由に「日本経済の停滞と円ウォン相場」を挙げ、「日本の信用等級は韓国より2段階も低い上に、経済停滞によりさらなる下方修正の可能性もある」「最近の為替相場の動きは、日本円が国際市場においてさほど魅力的ではないことを示している」「日本の経済停滞は深刻なレベルだ」と説明した。

### 協議再開の打ち切り
2017年（平成29年）1月6日、内閣官房長官 菅義偉は、在釜山日本国領事館前に慰安婦像を設置したことで「日韓通貨スワップ協議再開の打ち切り」「次官級による日韓ハイレベル経済協議の延期」並びに「駐大韓民国日本国特命全権大使・長嶺安政」と「在釜山日本総領事・森本康敬」の一時帰国を決定した。
2017年1月17日、韓国企画財政部の幹部は、記者との懇談の中でスワップ協議を中断したことについて大きな影響はないこと、韓国から先に協議再開を日本側に要請することはないことを言明している。
しかし韓国ウォンが、テクニカル・デフォルト（債務不履行）を起こす可能性が高まり、韓国の国内銀行は、恒常的な「米ドル不足」に悩んでおり、現状は日本の銀行などから米ドルを借りて凌いでおり、何かの拍子に、オーバーナイト金利の貸出、つまり翌日渡しの当座貸出を受けられなくなったら、米ドルの「超短期の借金」が返せなくなる危険性を、愛知淑徳大学教授の真田幸光が指摘している。
2017年3月17日、G20財務長官・中央銀行総裁会参加のため、訪問先のドイツのバーデン＝バーデンで、ユ・イルホ副総理兼企画財政部長官は、通貨スワップ協定交渉を一方的に中断した日本側に先に手を差し出さないという立場を示し、「日本が立場を変えなければ、韓日通貨スワップ交渉開始はないだろう」とし、断固たる立場を堅持した。

## 日韓の二国間通貨スワップ協定

### 日本の二国間通貨スワップ協定
現在日本は、アメリカ合衆国・欧州連合・イギリス・スイス・カナダとの間で、期限無期限・金額無制限の通貨スワップ協定を締結している。またオーストラリアとは2016年3月18日、引出限度額が日本は200億豪ドル、オーストラリアは1.6兆円、有効期限は2025年3月17日までの通貨スワップ協定を締結している。

### 韓国の二国間通貨スワップ協定
現在韓国は中国・オーストラリア・インドネシア・マレーシアと総額約88.7兆ウォン規模の二国間通貨スワップ協定を締結している。
- カナダ

　　2017年11月16日にカナダとの間で、期限無期限・金額無制限の為替スワップを締結した。
- 中華人民共和国

韓国と中華人民共和国は2008年12月に1800億人民元(約300億ドル)規模の通貨スワップ協定をはじめて締結した。
その後2011年に3600億人民元(約560億ドル)規模に拡大され、さらに2014年10月に協定の3年間延長に合意していた。
2016年3月18日、引出限度額が韓国は3600億人民元、中国は64兆ウォン、有効期限は2017年10月10日までの通貨スワップ協定が締結されていた。
韓国のTHAADミサイル配備による中韓関係の悪化で、2017年10月10日に満期終了したと思われていたが、2017年10月13日に韓国がこれまでと同じ内容で3年間延長したことが発表されたただし中国側は発表していない。なお新たな協定の有効期限は2020年10月10日までである。
- オーストラリア

2017年2月8日、韓国はオーストラリアと引出限度額が韓国は100億豪ドル、オーストラリアは100億豪ドル相当のウォン(約9兆ウォン)、有効期限は2020年2月7日までの通貨スワップ協定を締結したと韓国企画財政部と韓国銀行が発表した。韓国はオーストラリアと2014年2月23日、引出限度額が韓国は50億豪ドル、オーストラリアは5兆ウォン、有効期限は2017年2月22日までの通貨スワップ協定を締結していたが、それが拡大延長された。
- インドネシア

韓国はインドネシアと2014年3月6日、引出限度額が韓国は115兆ルピア、インドネシアは10.7兆ウォン、有効期限は2017年3月5日までの通貨スワップ協定を締結した。2017年3月6日、韓国とインドネシアとの間の通貨スワップ協定が3年間延長されることが発表された。引出限度額は2014年の締結時と同額で有効期限は2020年3月5日までとなった。
- マレーシア

韓国はマレーシアと2013年10月20日、引出限度額が韓国は150億リンギット、マレーシアは5兆ウォン、有効期限は2016年10月19日までの通貨スワップ協定を締結した。更新されずに終了。しかし2017年1月25日に韓国企画財政部は韓国銀行とマレーシア中央銀行が2013年に締結した時と同じ引き出し限度額の通貨スワップ協定を3年後の2020年1月24日までの期限で締結したと発表した。

韓国の過去の二国間通貨スワップ協定 (日本を除く)
- アラブ首長国連邦

韓国はUAEと2013年10月13日、引出限度額が韓国は200億ディルハム、UAEは5.8兆ウォン、有効期限は2016年10月12日までの通貨スワップ協定を締結した。更新されずに終了。
- アメリカ合衆国

2008年10月30日に連邦準備制度と韓国銀行の間で300億ドルを上限とした米韓通貨スワップ協定が締結された（期限半年）。韓国銀行の要請により2009年12月2日に米韓通貨スワップ協定は実際に発動された。韓国銀行はFRBからウォンと引き換えに163億5000万ドルのドル資金を5回に分けて調達し、市中銀行に供給した。報道によるとこの資金は主に銀行の短期対外債務の償還に使われたとされる。2009年2月5日には半年間の延長で合意。現在は失効している。

## 日韓の多国間通貨スワップ協定
2014年7月17日のCMI（チェンマイ・イニシアティブ: アジア内複数国家における二国間の通貨スワップ取極のネットワーク）の更新により384億ドルのドルをウォンとスワップすることができる。ただしIMFの融資と連動しない場合は384億ドルの30％にあたる115.2億ドルが交換金額の限度となる。
2021年3月31日の更新によりIMFの融資との連動上限が30％から40%へ引き上げられた。